# New Orleans Opera
Die New Orleans Opera besteht seit 1943 und stellt eine bedeutende Oper der amerikanischen Südstaaten in New Orleans dar. Ihre Hauptspielstätte ist das Mahalia Jackson Theater of the Performing Arts, welches dreieinhalb Jahre nach den Zerstörungen durch Hurrikan Katrina am 17. Januar 2009 wiedereröffnet werden konnte.

## Produktionen seit 2006
| Spielzeit | Produktionen          | Produktionen                     | Produktionen              | Produktionen               | Produktionen |
| --------- | --------------------- | -------------------------------- | ------------------------- | -------------------------- | ------------ |
| 2006–2007 | Le nozze di Figaro    | Lucia di Lammermoor              | La Bohème                 |                            |              |
| 2007–2008 | Faust                 | Il trittico                      | Rigoletto                 | West Side Story            |              |
| 2008–2009 | Manon Lescaut         | Don Giovanni                     | Carmen                    | La traviata                |              |
| 2009–2010 | Tosca                 | Roméo et Juliette                | Verdi-Requiem             | Der fliegende Holländer    |              |
| 2010–2011 | Porgy and Bess        | Die Zauberflöte                  | Les pêcheurs de perles    | Il trovatore               |              |
| 2011–2012 | Turandot              | Un ballo in maschera             | Salome                    | Pagliacci/ Carmina Burana  |              |
| 2012–2013 | The Barber of Seville | Samson et Dalila                 | Madama Butterfly          | La Bohème                  |              |
| 2013–2014 | Der Vampyr            | Noye's Fludde                    | Cendrillon                | La Bohème                  |              |
| 2014–2015 | Carmen                | Rusalka                          | Lucia di Lammermoor       | Le nozze di Figaro         |              |
| 2015–2016 | La traviata           | Die Fledermaus                   | Dead Man Walking          | Tosca                      |              |
| 2016–2017 | Don Giovanni          | Macbeth                          | Sweeney Todd              | Faust                      |              |
| 2017–2018 | María de Buenos Aires | Cavalleria rusticana / Pagliacci | Orpheus in the Underworld | Burlesque Opera of Tabasco | The Medium   |